# Тілугі бамбуковий

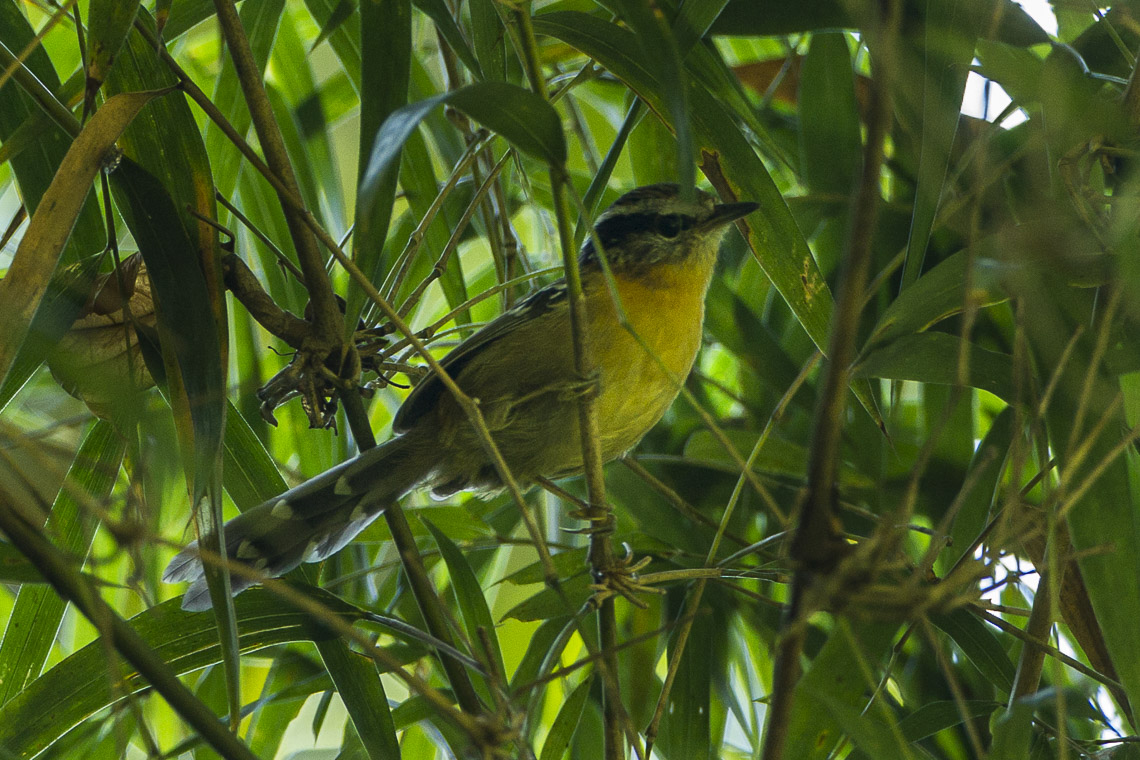
Бамбуковий тілугі

Тілу́гі бамбуковий (Drymophila rubricollis) — вид горобцеподібних птахів родини сорокушових (Thamnophilidae). Мешкає в Південній Америці. Раніше вважався конспецифічним з рудим тілугі.

## Поширення і екологія
Бамбукові тілугі мешкають на південному сході Бразилії (південний схід Мінас-Жерайсу, Ріо-де-Жанейро, центр і схід Сан-Паулу, південно-західна і центральна Парана, північний захід Ріу-Гранді-ду-Сул), на сході Парагваю (Каніндею, Альто-Парана, Каасапа) та на північному сході Аргентини (Місьйонес). Вони живуть в бамбуковому підліску вологих рівнинних і гірських атлантичних лісів. Зустрічаються на висоті до 2000 м над рівнем моря, переважно на висоті до 1000 м над рівнем моря. 